# Kaliumdimethyldithiocarbamat
Kaliumdimethyldithiocarbamat ist eine chemische Verbindung des Kaliums aus der Gruppe der Dithiocarbamate und ein Salz der Dimethyldithiocarbaminsäure.

## Gewinnung und Darstellung
Kaliumdimethyldithiocarbamat kann durch Reaktion von Kaliumhydroxid in Dioxan mit Dimethylammoniumchlorid und Kohlenstoffdisulfid gewonnen werden.

## Eigenschaften
Kaliumdimethyldithiocarbamat ist ein weißer Feststoff, der leicht löslich in Wasser ist. Er zersetzt sich bei Erhitzung.

## Verwendung
Kaliumdimethyldithiocarbamat wird (wie auch andere Dimethyldithiocarbaminsäuresalze wie Natriumdimethyldithiocarbamat und Zinkdimethyldithiocarbamat) als Pestizid, für die industrielle Wasseraufbereitung und für Gummiherstellung verwendet.

## Regulierung
Über den Safe Drinking Water and Toxic Enforcement Act of 1986 besteht in Kalifornien seit dem 30. März 1999 eine Kennzeichnungspflicht für Produkte, die Kaliumdimethyldithiocarbamat enthalten.

## Externe Links zu erwähnten Verbindungen
1. ↑  Externe Identifikatoren von bzw. Datenbank-Links zu Dimethyldithiocarbaminsäure:  CAS-Nr.: 79-45-8, PubChem: 6599, ChemSpider: 6349, Wikidata: Q27156609.